# Euspilotus caesopygus
Euspilotus caesopygus är en skalbaggsart som först beskrevs av Sylvain Auguste de Marseul 1862.  Euspilotus caesopygus ingår i släktet Euspilotus och familjen stumpbaggar. Inga underarter finns listade i Catalogue of Life.